# ۳۷۷ (پیش از میلاد)
۳۷۷ (پیش از میلاد) ۳۷۷مین سال پیش از تقویم میلادی است.